# Доссенхайм
Доссенхайм (нем. Dossenheim) — община в Германии, в земле Баден-Вюртемберг.
Подчиняется административному округу Карлсруэ. Входит в состав района Рейн-Неккар. Население составляет 12 507 человек (на 31 декабря 2010 года). Занимает площадь 14,14 км².

## Экономика
Долгое время разработки порфира карьеров наиболее важным экономическим фактором.

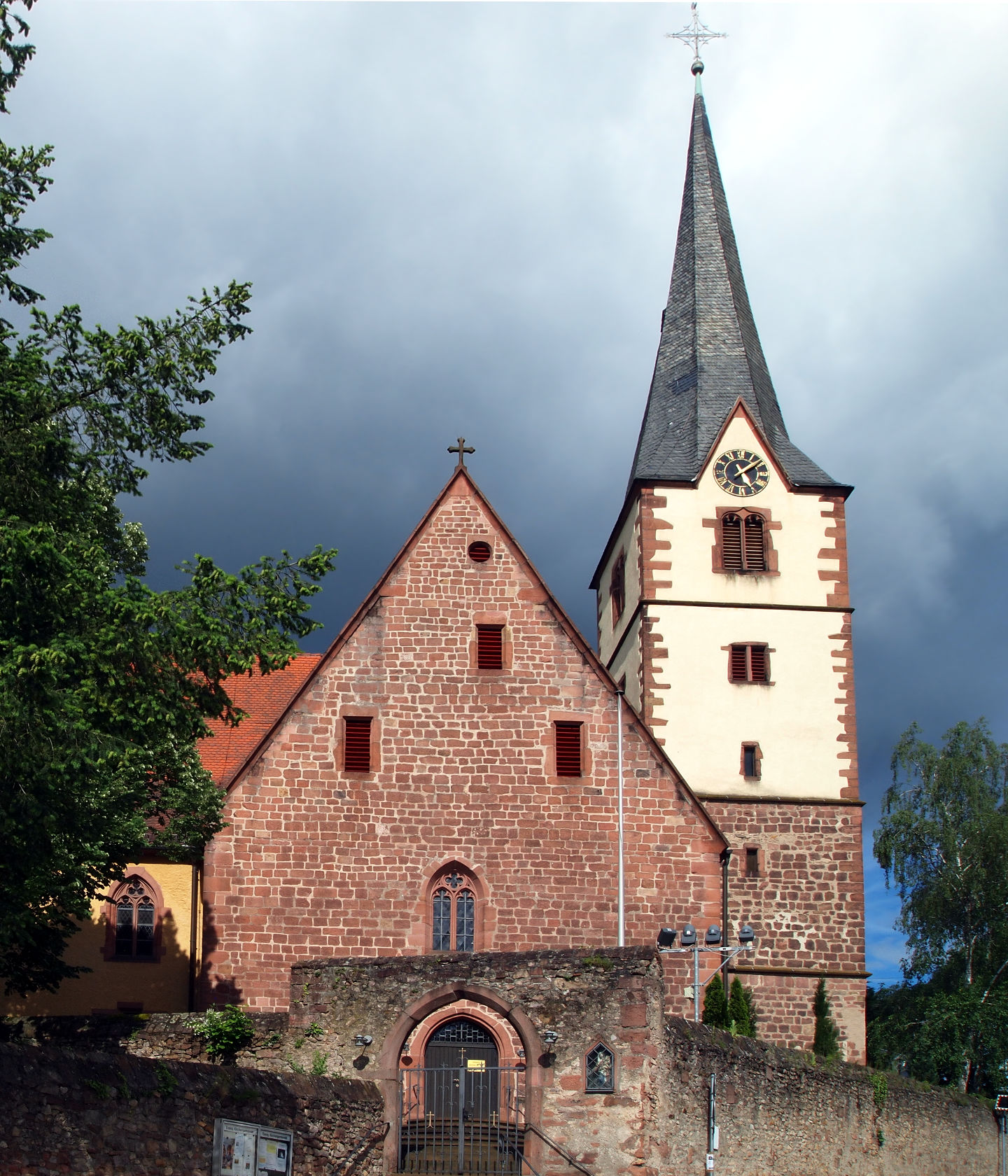
церковь